# Zion Williamson
Pour les articles homonymes, voir Williamson.
Zion Williamson, né le 6 juillet 2000 à Salisbury en Caroline du Nord, est un joueur américain de basket-ball. Il mesure 1,98 m et pèse 129 kg. Williamson évolue au poste d'ailier fort aux Pelicans de La Nouvelle-Orléans après avoir été choisi en première position de la draft 2019 de la NBA.

## Jeunesse
Zion Williamson est né à Salisbury, en Caroline du Nord. Outre le basket-ball, il joue également au football, ainsi qu'au football américain en tant que quarterback. Manifestant très jeune des prédispositions pour le basket, il participe à des ligues de jeunes en ayant sa mère, Sharonda Sampson, comme entraîneuse. Il joue pour les Falcons de Sumter sur le circuit amateur, face à des adversaires quatre ans plus âgés que lui. Par la suite, Zion Williamson s'entraine avec son beau-père, ancien joueur de basket-ball universitaire, pour améliorer ses compétences en tant que meneur. Il rejoint l’équipe de basket-ball de la Johnakin Middle School de Marion, en Caroline du Sud, où il est de nouveau entraîné par sa mère et obtient une moyenne de 20 points par match. Au collège, Williamson joue au poste meneur et ne perd que trois matchs en deux ans. En 2013, il mène Johnakin à un bilan de 8 victoires pour une seule défaite et un titre de conférence.

## Carrière au lycée

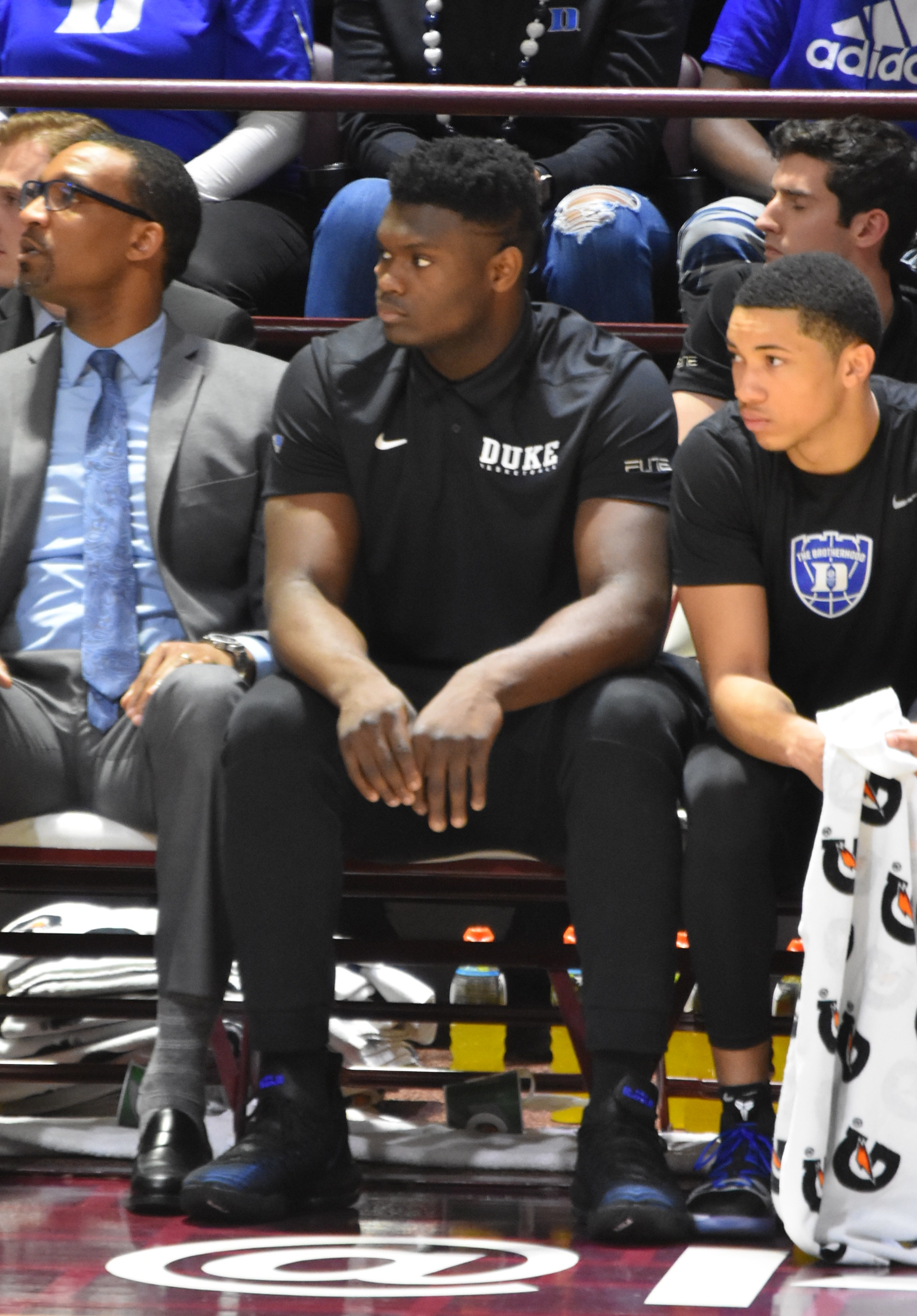
Zion Williamson pendant la saison 2021-2022.

### Saisons freshman et sophomore
Williamson rejoint le lycée Spartanburg Day School de Spartanburg en Caroline du Sud, une petite école privée, où il joue au basket-ball pour les Griffins. Dans le même temps, il joue avec les Hornets de la Caroline du Sud au sein de l'AAU, aux côtés de Ja Morant. Lors de sa première année, Williamson réalise une moyenne de 24,4 points, 9,4 rebonds, 2,8 passes décisives, 3,3 interceptions et 3,0 contres. Il mène ainsi Spartanburg à un match de championnat d’État de la South Carolina Independent School Association. Pour sa deuxième saison, Zion Williamson réalise une moyenne de 28,3 points, 10,4 rebonds, 3,9 contres et 2,7 interceptions par match et est nommé joueur de l’année de la région. Il mène les Griffins au premier titre de la région I-2A de leur histoire. En juin 2016, Williamson a participé au camp Top 100 de la National Basketball Players Association (NBPA). Il en est le meilleur marqueur. En août, il remporte le concours de dunk Under Armour Elite 24 à New York.

### Saison junior
Lors de sa troisième saison, Zion Williamson réalise une moyenne de 36,8 points, 13 rebonds, 3 interceptions et 2,5 contres par match. À partir de la saison 2016-2017, Williamson acquiert une certaine notoriété avec ses vidéos en ligne. Il fait ses débuts le 15 novembre 2016, enregistrant 42 points et 16 rebonds dans une victoire contre Cardinal Newman. Au cours du même mois, ses exploits attirent l'attention du joueur de la NBA, Stephen Curry. Le 24 novembre, Williamson inscrit 50 points, dont 10 dunks, avec 16 rebonds et 5 contres contre Proviso East High School au Tournoi des Champions. Dans une victoire 73-53 contre la Gray Collegiate Academy, le 21 décembre, il marque un record de 53 points et prend 16 rebonds, à 25 sur 28 au tir.
Le 14 février 2017, il mène Spartanburg Day au titre de champion de la région I-2A, inscrivant 37 points dans une victoire 105 à 49. Maxpreps, site sportif spécialisé sur les lycéens, le nomme Junior de l’année et dans la première équipe de High School All-American, tandis que USA Today High School Sports le nomme au sein de la All-USA First Team. En juin 2017, il apparaît en couverture du magazine de basket Slam. En août 2017, il est nommé MVP du camp Adidas Nations après avoir cumulé en moyenne 22,5 points et 7,2 rebonds en 6 matchs.

### Saison senior
Pour sa dernière saison, Williamson réalise une moyenne 36,4 points, 11,4 rebonds et 3,5 passes décisives par match. Il commence la saison le 15 novembre 2017 avec un match à 46 points et 15 rebonds dans une défaite 70-62 contre l’école Christ. Le 17 février 2018, il cumule 37 points, 10 rebonds et 5 interceptions, tout en marquant son 3000e point en carrière, contre la Spartanburg Christian Academy au tournoi I-2A de la région. Une semaine plus tard, Williamson guide Spartanburg à son troisième titre consécutif de la région I-2A, après avoir enregistré 38 points contre la Trinity Collegiate School.
Le 28 mars, Williamson est choisi pour participer au McDonald's All-American Team 2018 et au Nike Hoop Summit. Néanmoins, il se blesse au pouce lors du premier événement, ce qui l'empêche de participer au Jordan Brand Classic et au Nike Hoop Summit le mois suivant. Pour sa saison scolaire 2017-2018, il est désigné Mr. Basketball de la Caroline du Sud et est finaliste pour Mr. Basketball USA.
Lors d’une émission en direct sur ESPN le 20 janvier 2018, Williamson déclare rejoindre l'équipe universitaire de Duke. L'université, qui a recruté R. J. Barrett et Cam Reddish en plus de Williamson, devient ainsi la première équipe à décrocher les trois meilleures recrues d'une même classe d'âge depuis le début du classement moderne de recrutement.

## Carrière universitaire
Le 6 novembre 2018, lors de son premier match de la saison régulière avec Duke, Williamson marque 28 points, à 11 sur 13 au tir, en 23 minutes dans une victoire 118 à 84 contre les Wildcats du Kentucky. Lui et son coéquipier R. J. Barrett battent chacun le record de points pour un joueur de première année de Duke, établi par Marvin Bagley III. Dans le match suivant, lors de la victoire 94-72 contre Black Knights de l'Army, Williamson cumule 27 points, 16 rebonds et 6 contres. Il devient le deuxième joueur dans l’histoire de l'université à enregistrer au moins 25 points, 15 rebonds et 5 contres dans un match. Williamson est par la suite nommé joueur et rookie de la semaine au sein de l'Atlantic Coast Conference (ACC).
Le 5 janvier 2019, il réalise une autre bonne performance contre Clemson, avec 25 points, 10 rebonds et un dunk à 360 degrés en 22 minutes. Le 8 janvier 2019, il inscrit 30 points, prend 10 rebonds, fait 5 passes décisives et 4 interceptions dans une victoire 87 à 65 sur Wake Forest. Il marque 26 points et saisit 9 rebonds lors de la victoire 81-63 contre Notre-Dame. En enregistrant neuf matchs à au moins 25 points dans la saison, Williamson établit un nouveau record de Duke pour un rookie.
Le 20 février 2019, lors du derby contre les Tar Heels de la Caroline du Nord, en présence de Barack Obama, Zion Williamson glisse, sa chaussure se déchire et il se blesse au genou. Après 20 minutes de jeu, il doit quitter le terrain en boitant. Nike est alors fortement critiqué pour la qualité de ses produits . La valeur des actions de Nike chute de 1,1 milliard de dollars le lendemain à la suite de l’incident. L’incident mène à des appels de plus en plus nombreux pour que Williamson rejoigne directement la NBA étant considéré comme le meilleur candidat pour la premier choix de la draft NBA 2019. À la fin de la saison régulière, Williamson remporte le titre de Joueur de l’année et de rookie de l'année de l'ACC. Williamson est également nommé Athlète de l’année de l’ACC. Pour son retour le 14 mars, il marque 29 points (à 13/13 au tir), avec 14 rebonds et 5 interceptions dans une victoire 84-72 contre Syracuse en quart de finale du tournoi de l’ACC. Williamson devient également le premier joueur de Duke à enregistrer au moins 25 points, 10 rebonds et 5 interceptions dans un match depuis Christian Laettner en 1992. Le lendemain, il marque 31 points dont le tir victorieux pour aider Duke à vaincre la Caroline du Nord, 74-73, en demi-finale du tournoi de l’ACC. En mars 2019, les Blue Devils remportent le tournoi de l'Atlantic Coast Conference face à Florida State et Zion Williamson (27 points et 10 rebonds de moyenne en 3 matches) est nommé meilleur joueur du tournoi.
Pour le tournoi final NCAA 2019, le partenaire officiel de radiodiffusion CBS dédie une caméra — appelée la « Zion Cam » — pour enregistrer Williamson tout au long du tournoi. Lors de sa première apparition lors du tournoi NCAA le 22 mars, il marque 25 points dans une victoire 85-62 contre North Dakota State, classé 16e. Le 24 mars, Williamson marque 32 points, prend 11 rebonds et fait 4 passes décisives au deuxième tour, lors de la victoire 77-76 contre les Knights d'UCF. Il est le premier joueur de l’histoire de Duke à enregistrer au moins 25 points, 10 rebonds et 4 passes décisives dans un match du tournoi de la NCAA. Les Blue Devils, pourtant largement favoris du tournoi, sont battus à l'Elite 8 (finale régionale) par Michigan State et ne participent pas au Final Four. Après 33 apparitions, il cumule 22,6 points, 8,9 rebonds, 2,1 interceptions et 1,8 contre par match. De plus, Williamson rejoint Kevin Durant et Anthony Davis comme les seuls joueurs de première année à recueillir 500 points, 50 interceptions et 50 contres en une saison.
Le 15 avril 2019, Williamson déclare qu’il se présente à la draft NBA 2019. Après que les Pelicans de La Nouvelle-Orléans ont remporté la loterie, le beau-père de Williamson, Lee Anderson, déclare qu’ils étaient heureux à l’idée qu’il pourrait jouer à La Nouvelle-Orléans et rejette les rumeurs selon lesquelles il retournerait à Duke pour une deuxième année.

### Procédure judiciaire sur des avantages en nature reçus
Zion Williamson et son entourage sont accusés par son ancienne agence Prime Sports Marketing d'avoir reçu des avantages en nature (avantages matériels et financiers) pour que Zion choisisse Duke pour effectuer son parcours universitaire. D'autres avantages auraient été reçus pendant son année universitaire à Duke. Plusieurs entités sont accusées d'avoir versé ces avantages illégaux : Nike, Adidas et le programme sportif de l'université Duke, et les récipiendaires seraient principalement la mère de Zion Williamson et son beau-père. La plainte de Prime Sports Marketing mentionne spécifiquement comme potentiels avantages reçus le logement de famille Williamson pendant que Zion Williamson jouait à Duke et trois SUV de luxe acquis entre 2017 et 2019. En juin, Zion Williamson obtient, en appel, que le procès que lui intente Prime Sports Marketing soit arrêté,. En janvier 2021, un jugement annule le contrat signé entre Prime Sports Marketing et Zion Willamson car ce dernier était encore étudiant à Duke lors de la signature et que Gina Ford de Prime Sports Marketing n'était pas agréée en Caroline du Nord. 
Zion Williamson fait ensuite un procès à l'agence Prime Sports Marketing pour rompre le contrat qui les unit. Pour l'agence, Zion Williamson n'était plus considéré comme athlète amateur au moment de la signature du contrat car sa famille avait reçu 400 000 dollars et donc le contrat est valide. En juillet 2022, la juge considère que c'est du ressort de la NCAA d'enquêter si Williamson était encore athlète amateur lors de la signature et que pour la justice, le contrat n'est pas valable.

## Carrière professionnelle
Le 20 juin 2019, il est choisi lors de la draft 2019 de la NBA en première position par les Pelicans de La Nouvelle-Orléans.

### Pelicans de La Nouvelle-Orléans (2019-)

#### 2019-2020: NBA All-Rookie First Team
En octobre 2019, avant le début de la saison, Williamson se déchire le ménisque du genou droit et son indisponibilité est estimée à 8 semaines. Pour certains observateurs, son poids élevé et son jeu athlétique font craindre des blessures fréquentes aux genoux, soumis à d'intenses pressions. Il fait ses débuts dans la ligue après trois mois d'absence, le 22 janvier 2020 face aux Spurs de San Antonio. Malgré la défaite et un temps de jeu réduit (18 minutes), il marque 22 points à 8 sur 11 au tir, dont 17 points de suite dans le dernier quart-temps. Le 21 février 2020, il bat le record de précocité, précédemment détenu par Carmelo Anthony, de la plus longue série de matchs à au moins 20 points. À l'âge de 19 ans, il enchaîne son septième match de suite à plus de 20 points. Le 1er mars 2020, il établit son record en carrière à 35 points, dans une défaite 122-114 face aux Lakers de Los Angeles, dans un face-à-face avec LeBron James.

#### 2020-2021: première sélection au NBA All-Star Game
En février 2021, Williamson atteint les 1 000 points en carrière lors de son 44e match. Il est le joueur le plus rapide à atteindre cette marque depuis Blake Griffin. Le 12 février, il établit un nouveau record personnel de points avec 36 (à 14 sur 15 au tir), dans une défaite chez les Mavericks de Dallas.
Le 23 février 2021, il reçoit sa première sélection au NBA All-Star Game.
Lors de la saison 2020-2021, Williamson enchaîne 25 matches consécutifs avec plus de 20 points et une réussite au tir de plus de 50 %. Il égale le record de Shaquille O'Neal dans cette catégorie,.
Le 26 mars 2021, Williamson bat son record de points, en marquant 39 (à 16 sur 19 au tir) dans une défaite contre les Nuggets de Denver.
En avril 2021, Williamson atteint les 2 000 points en carrière. Il atteint ce seuil en 79 rencontres et est le joueur à atteindre ce seuil le plus rapidement depuis Michael Jordan en 1985.

#### 2021-2022: blessure et année sans jouer
En septembre 2021, les Pelicans annoncent que Zion Williamson s'est cassé le pied droit pendant l'été et a été opéré en août 2021. Sa convalescence se passe mal. Il revient toutefois à l'entraînement à la fin du mois de novembre mais en décembre 2021, il se plaint de douleurs au pied et il reçoit une « injection » pour aider à la réparation de l'os de son cinquième métatarse. Ceci rajoute plusieurs semaines d'indisponibilité. Zion Williamson revient à l'entraînement en mars 2022 mais manque l'intégralité de la saison régulière 2021-2022,,,,,. Après un départ difficile dans la saison (9 victoires et 21 défaites en décembre), les Pelicans se qualifient pour les playoffs NBA 2022 mais sont éliminés au premier tour.

#### 2022-2023: extension de contrat et retour de blessure
En juillet 2022, les Pelicans et Zion Williamson signent un contrat sur cinq ans pour au moins 193 millions de dollars, le montant maximum que le joueur pouvait espérer.
En janvier 2023, Zion Williamson se blesse aux ischio-jambiers de la cuisse droite. Sa convalescence est estimée à un minimum de trois semaines. Les Pelicans ont alors un bilan de 23 victoires pour 14 défaites. Mi-février, les Pelicans annoncent que Williamson s'est de nouveau blessé et aggrave sa blessure alors qu'il s'entrainait pour revenir à la compétition. Les Pelicans ont alors un bilan de 29 victoires pour 14 défaites. Toujours sans Williamson, les Pelicans terminent à la 9e place avec un bilan de 42 victoires et 40 défaites et se qualifient pour le Play-In Tournament NBA. Ils sont éliminés par le Thunder d'Oklahoma City. En quatre ans de carrière, Williamson a joué 114 matches sur les 324 possibles, soit 35 %.

#### Saison 2023–2024
Williamson participe aux premières rencontres de son équipe, avec ses premières rencontres au-delà des trente points  en novembre, 32 points à l'occasion d'une victoire 116 à 106 face aux Clippers de Los Angeles puis 33 points à 11 sur 12 aux tirs, huit rebonds, six passes contre les 76ers de Philadelphie, victoire 124 à 114. Au total, il connait treize rencontres à trente points ou plus, dont à 36 points. Ses statistiques son de 22,9 points et 5,8 rebonds en 70 rencontres. Il participe au Play-In, inscrivant 40 points, captant 11 rebonds et délivrant 5 passes dans une défaite 110 à 106 contre les Lakers de Los Angeles. Toutefois, de nouveau blssé, sa saison est terminée.

#### 2024-2025
Lors de la saison 2024-2025, Williamson joue 30 rencontres sur 82.
En mai 2025, Williamson est accusé de viol et agression physique par une ancienne petite amie. Elle dépose plainte dans le comté de Los Angeles pour des faits qui se seraient produits en 2020 et demande entre 18 et 50 millions de dollars de dommages-intérêts. Williamson nie ces accusations et son équipe d'avocats rapporte qu'une plainte a été déposée contre cette ancienne petite amie pour tentative d'extorsion,,.

## Profil du joueur

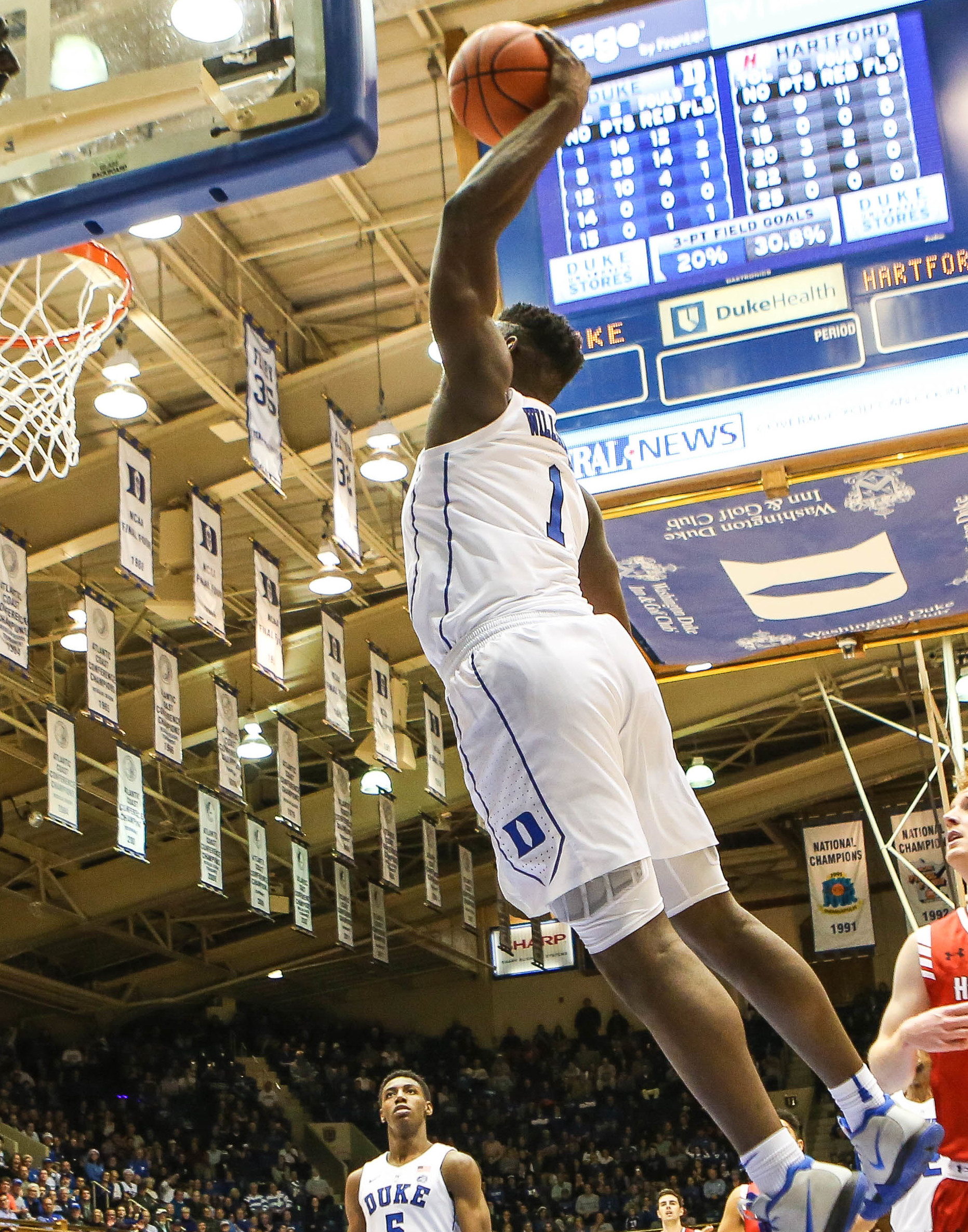
Zion Williamson

Williamson mesure 1,98 m et pèse 129 kg. Malgré son poids important pour un joueur de basket-ball, il est connu pour sa vitesse et sa détente. Kevin Durant le décrit comme un « athlète unique de sa génération ». Williamson joue en tant qu'ailier fort, mais il est également capable d’être pivot dans un registre de small ball. Ses attributs physiques sont comparés avec ceux d'anciennes vedettes comme Charles Barkley, Anthony Mason et Larry Johnson. De plus, selon différents analystes, il ressemble aux joueurs LeBron James et Julius Randle. Williamson, naturellement gaucher, est presque ambidextre, habile à utiliser les deux mains.
Au lycée, Williamson attire l’attention du pays par ses dunks spectaculaires. The Charlotte Observer fait remarquer qu’il « pourrait être le meilleur dunker de lycée de l’histoire ». Le meneur John Wall compare la capacité de dunk de Williamson à celle de Vince Carter. Le tir extérieur de Williamson est considéré comme un sujet de préoccupation, avec une mécanique de tir peu orthodoxe. Le service de recrutement 247Sports fait l’éloge de son habileté au maniement de balle et à la passe pour sa taille.

## Palmarès

### Distinctions individuelles

#### En NBA
- 2 sélections au NBA All-Star Game en 2021 et 2023
- NBA All-Rookie First Team en 2020
- 1 sélection au Rising Stars Challenge en 2020
- Rookie du mois en février 2020

#### En NCAA
- ACC Player of the Year - 2019
- ACC Freshman of the Year - 2019
- ACC All-First Team - 2019
- ACC All-Defensive Team - 2019
- ACC All-Freshman Team - 2019
- ACC Tournament MVP - 2019
- ACC All-Tournament First Team - 2019

## Statistiques

### Universitaires
| Saison    | Équipe   | Matchs | Titul. | Min./m | % Tir | % 3pts | % LF | Rbds/m. | Pass/m. | Int/m. | Ctr/m. | Pts/m. |
| --------- | -------- | ------ | ------ | ------ | ----- | ------ | ---- | ------- | ------- | ------ | ------ | ------ |
| 2018-2019 | Duke     | 33     | 33     | 30,0   | 68,0  | 33,8   | 64,0 | 8,88    | 2,06    | 2,12   | 1,79   | 22,61  |
| Carrière  | Carrière | 33     | 33     | 30,0   | 68,0  | 33,8   | 64,0 | 8,88    | 2,06    | 2,12   | 1,79   | 22,61  |

### Professionnelles

#### Saison régulière
| Saison        | Équipe              | Matchs | Titul. | Min./m | % Tir | % 3pts | % LF | Rbds/m. | Pass/m. | Int/m. | Ctr/m. | Pts/m. |
| ------------- | ------------------- | ------ | ------ | ------ | ----- | ------ | ---- | ------- | ------- | ------ | ------ | ------ |
| 2019-2020     | La Nouvelle-Orléans | 24     | 24     | 27,8   | 58,3  | 42,9   | 64,0 | 6,25    | 2,08    | 0,67   | 0,38   | 22,50  |
| 2020-2021     | La Nouvelle-Orléans | 61     | 61     | 33,2   | 61,1  | 29,4   | 69,8 | 7,23    | 3,70    | 0,93   | 0,64   | 27,00  |
| 2022-2023     | La Nouvelle-Orléans | 29     | 29     | 33,0   | 60,8  | 36,8   | 71,4 | 6,97    | 4,59    | 1,10   | 0,55   | 26,00  |
| 2023-2024     | La Nouvelle-Orléans | 70     | 70     | 31,5   | 57,0  | 33,3   | 70,2 | 5,80    | 5,00    | 1,10   | 0,70   | 22,90  |
| 2024-2025     | La Nouvelle-Orléans | 30     | 30     | 28,6   | 56,7  | 23,1   | 65,6 | 7,20    | 5,30    | 1,20   | 0,90   | 24,60  |
| Carrière      | Carrière            | 214    | 214    | 31,4   | 58,9  | 32,7   | 68,9 | 6,60    | 4,30    | 1,00   | 0,60   | 24,70  |
| All-Star Game | All-Star Game       | 1      | 1      | 14,4   | 55,6  | –      | –    | 1,00    | 0,00    | 0,00   | 0,00   | 10,00  |

## Records sur une rencontre en NBA
Les records personnels de Zion Williamson en NBA sont les suivants, :
| Type de statistique        | Saison régulière | Saison régulière          | Saison régulière |
| Type de statistique        | Record           | Adversaire                | Date             |
| -------------------------- | ---------------- | ------------------------- | ---------------- |
| Points                     | 43               | Timberwolves du Minnesota | 28 décembre 2022 |
| Paniers marqués            | 16               | 2 fois                    | 2 fois           |
| Paniers tentés             | 28               | 76ers de Philadelphie     | 9 avril 2021     |
| Paniers à 3 points réussis | 4                | Spurs de San Antonio      | 22 janvier 2020  |
| Paniers à 3 points tentés  | 4                | Spurs de San Antonio      | 22 janvier 2020  |
| Lancers francs réussis     | 14               | Timberwolves du Minnesota | 28 décembre 2022 |
| Lancers francs tentés      | 19               | 2 fois                    | 2 fois           |
| Rebonds offensifs          | 8                | 2 fois                    | 2 fois           |
| Rebonds défensifs          | 12               | 76ers de Philadelphie     | 9 avril 2021     |
| Rebonds totaux             | 15               | 2 fois                    | 2 fois           |
| Passes décisives           | 12               | Clippers de Los Angeles   | 11 mars 2025     |
| Interceptions              | 5                | Spurs de San Antonio      | 27 décembre 2020 |
| Contres                    | 5                | @ Suns de Phoenix         | 7 avril 2024     |
| Balles perdues             | 9                | @ Grizzlies de Memphis    | 31 décembre 2022 |
| Minutes jouées             | 42               | Suns de Phoenix           | 11 décembre 2022 |

- Double-double : 43 (dont 1 en play-in)
- Triple-double : 2

Dernière mise à jour : 11 mars 2025

## Salaires
Les gains de Zion Williamson en NBA sont les suivants :
| Saison      | Équipe      | Salaire      |
| ----------- | ----------- | ------------ |
| 2019-2020   | Pelicans    | 9 757 440 $  |
| 2020-2021   | Pelicans    | 10 245 480 $ |
| 2021-2022   | Pelicans    | 10 733 400 $ |
| 2022-2023   | Pelicans    | 13 534 817 $ |
| Total Gains | Total Gains | 44 271 137 $ |
| 2023-2024   | Pelicans    | 34 005 250 $ |
| 2024-2025   | Pelicans    | 36 725 670 $ |
| 2025-2026   | Pelicans    | 39 446 090 $ |
| 2026-2027   | Pelicans    | 42 166 510 $ |
| 2027-2028   | Pelicans    | 44 886 930 $ |

- italique : option d'équipe

## Vie privée
Le 23 juillet 2019, Williamson signe un contrat de cinq années, à un montant de 75 millions de dollars avec la marque de chaussures Jordan. Il s'agit du second plus gros contrat signé pour un rookie dans l'histoire, après le deal de LeBron James de 90 millions de dollars en 2003.
Le 13 mars 2020, Williamson annonce qu'il va payer l'ensemble des salaires des employés du Smoothie King Center pour les 30 jours d'interruption, minimum, de la saison 2019-2020 de la NBA, en raison de la pandémie du coronavirus.